# Região Geográfica Imediata de Natal
A Região Geográfica Imediata de Natal é uma das 11 regiões imediatas do estado brasileiro do Rio Grande do Norte, uma das 6 regiões imediatas que compõem a Região Geográfica Intermediária de Natal e uma das 509 regiões imediatas no Brasil, criadas pelo IBGE em 2017. É composta de 24 municípios.

## Municípios
A Região Imediata de Rio Branco é composta por 24 municípios
| Região imediata | Municípios | População Estimativa 2018 | Área (km²) |
| --------------- | --- | ------------------------- | ---------- |
| Natal           | Bento Fernandes Bom Jesus Brejinho Ceará-Mirim Extremoz Ielmo Marinho Jundiá Lagoa Salgada Macaíba Maxaranguape Monte Alegre Natal Nísia Floresta Parnamirim Poço Branco Pureza Rio do Fogo São Gonçalo do Amarante São José de Mipibu São Miguel do Gostoso Senador Georgino Avelino Taipu Touros Vera Cruz | 1 682 698                 | 6 305,468  |